# Алтунян, Нина Мироновна
Нина Мироновна Алтунян (13 января 1913, Екатеринодар — 11 апреля 2001, Ереван) — советская актриса и помощник режиссёра на киностудии «Арменкино».

## Биография
Родилась в 1913 году в Краснодаре.
В 1935 году окончила актёрскую студию «Арменкино».
В 1937 году дебютировала на сцене Ереванского русского драматического театра им. К. Станиславского в пьесе «Дети Ванюшина» исполнив роль Инны.
Снималась в кино и работала помощником режиссёра на киностудии «Арменфильм».
Умерла в 2001 году в Ереване.

## Фильмография
Актриса:
- 1939 — Горный марш — Маро
- 1938 — Зангезур — Мхо (в роли мальчика)
- 1941 — Урок советского языка — Гоар
- 1943 — Давид-бек — эпизод (нет в титрах)

Помощник режиссёра:
- 1944 — Однажды ночью (реж. Борис Барнет)
- 1955 — В поисках адресата (реж. Амасий Мартиросян)
- 1966 — Охотник из Лалвара (реж. Арташес Ай-Артян)
- 1967 — Треугольник (реж. Генрих Малян)